# 徳川風雲録 八代将軍吉宗
『徳川風雲録 八代将軍吉宗』（とくがわふううんろく はちだいしょうぐんよしむね）は、2008年1月2日の午後2時から午後11時55分までテレビ東京系列・テレビ大阪系列で放送された新春ワイド時代劇である。原作は柴田錬三郎の「徳川太平記」。全3部構成。

## 概要
制作発表時のタイトルは「徳川太平記」だったが、その後「徳川風雲録」に変更され、放送時には「徳川風雲録 八代将軍吉宗」となった。吉宗の若い頃（徳川新之助）とそのご落胤（天一坊）の2役こなした内田朝陽は、この作品が時代劇への初挑戦となった。
また『暴れん坊将軍』で長期にわたり吉宗を演じてきた松平健と、NHK大河ドラマ『八代将軍吉宗』で吉宗を演じた西田敏行も出演した（徳川光貞役の松方弘樹もフジテレビ系ドラマ『大奥』で吉宗を演じている）。
この作品の放送後、土屋主水之助を主人公としたスピンオフ作品『主水之助七番勝負〜徳川風雲録外伝〜』が松平健主演で、同年10月から12月にかけて放送された。

## スタッフ
- 原作：柴田錬三郎 「徳川太平記〜吉宗と天一坊」（上・下）（集英社文庫刊）
- チーフプロデューサー：佐々木彰（テレビ東京）
- プロデューサー：只野研治、山鹿達也（テレビ東京）小林由幸、橋本新一（東映）
- 脚本：長坂秀佳
- 監督：一倉治雄（第一部、第三部）、藤岡浩二郎（第二部）
- 音楽：大島ミチル
- 主題歌：秋川雅史 「鼓動」（作詞／作曲：馬場俊英）
- 製作：テレビ東京、東映

## キャスト
- 松平新之助頼方→徳川吉宗：内田朝陽→中村雅俊
- 天一坊：小林翼→内田朝陽
- 大岡越前守忠相：石黒賢
- 徳川光貞：松方弘樹
- お高の方：多岐川裕美
- 於由利：かたせ梨乃
- 須磨：井上和香
- 理子：木内晶子
- 長福丸：小室優太
- 徳川綱吉：山本圭
- 徳川家宣：橋爪淳
- 徳川家継：畑中大空
- 月光院（お喜世）：桜井幸子
- 於須免の方：羽田圭子
- 竹姫：田中美里
- 天英院（近衛熙子）：南野陽子
- 徳川綱教：大高洋夫
- 鶴姫：高橋由美子
- 徳川頼職：河野洋一郎
- 多藻：酒井美紀
- 絵島：黒谷友香
- 生島新五郎：中村俊介
- 春菜：星野真里
- 水戸光圀：藤田まこと
- 浅野内匠頭：宇野嘉高
- 大石内蔵助：西郷輝彦
- 小山田庄左衛門：小木茂光
- 毛利小平太：金山一彦
- 矢野伊助：山本辰彦
- 紀伊国屋文左衛門：西田敏行
- 奈良屋茂左衛門：野原健二
- 疾風の陣内：石倉英彦
- 千賀：国分佐智子
- 宮地：田丸麻紀
- 千町太夫：青山倫子
- 松平親顕：西岡徳馬
- 松平貴忠：中村俊太
- 加納平治右衛門：平泉成
- 末女：芦川よしみ
- 加納久通：篠塚勝
- 徳川宗春：山田純大
- 徳川継友：江藤潤
- 右京の方：大音奈々
- 徳川綱條：楠年明
- 安藤帯刀：綿引勝彦
- 有馬氏倫：中野英雄
- 柳沢吉保：嶋田久作
- 間部詮房：榎木孝明
- 土屋政直：中田浩二
- 秋元喬知：中田博久
- 成瀬隼人正：小沢象
- 水野忠之：岡田和範
- 竹腰正武：柴田林太郎
- 稲生次郎左衛門：片桐竜次
- 英一蝶：鶴田忍
- 八五郎：川鶴晃裕
- 秋乃：原久美子
- 嘉吉：三浦アキフミ
- 於冴：麻乃佳世
- あやめ：八田麻住
- 咲野：奥貫薫
- おつた：上田こずえ
- お寅：前川恵美子
- 三吉：久保宏将
- 鬼吉：辻村綾二
- 寅吉：藤枝政巳
- 熊吉：司裕介
- 清十郎：林哲夫
- 古津：川俣しのぶ
- 久平：藤岡太郎
- 瑞泉：長野里美
- ぼたん：多田実喜
- 榎本庄之進：勢至郎
- 滝田主計：峰蘭太郎
- 蒔屋参之丞：鳥羽潤
- 大畑才蔵：草見潤平
- 井沢弥惣兵衛：山田良隆
- 山村長太夫：西山清孝
- 赤川大膳：前川泰之
- 薮田定八：宮下直紀
- 堀十兵衛：山内としお
- 滝川元長：床尾賢一
- 石河政朝：樋口浩二
- 吉良上野介：小峰隆司
- 雲霧仁左衛門：大地康雄
- 山内伊賀之介：内藤剛志
- 土屋主水之助：松平健

- ナレーション：津嘉山正種

## サブタイトル
| 各話   | 時刻         | タイトル                  | 視聴率 |
| ------ | ------------ | ------------------------- | ------ |
| 第一部 | 14:00～17:20 | 見参!紀州の暴れ龍         | 10.2%  |
| 第二部 | 17:30～20:50 | 大奥女の戦い 御三家の野望 | 9.5%   |
| 第三部 | 20:50～23:55 | 天下危うし!吉宗VS天一坊   | 10.4%  |